# Thời gian nghệ thuật
Thời gian nghệ thuật là hình thức nội tại của hình tượng nghệ thuật thể hiện tính chỉnh thể của nó.
Cũng như không gian nghệ thuật, sự miêu tả, trần thuật trong văn học nghệ thuật bao giờ cũng xuất phát từ một điểm nhìn nhất định trong thời gian. Và cái được trần thuật bao giờ cũng diễn ra trong thời gian, được biết qua thời gian trần thuật. Sự phối hợp của hai yếu tố thời gian này tạo thành thời gian nghệ thuật, một hiện tượng ước lệ chỉ có trong thế giới nghệ thuật.
Khác với thời gian khách quan được đo bằng đồng hồ và lịch, thời gian nghệ thuật có thể đảo ngược, quay về quá khứ, có thể bay vượt tới tương lai xa xôi, có thể dồn nén một khoảng thời gian dài trong chốc lát, lại có thể kéo dài cái chốc lát thành vô tận. Thời gian nghệ thuật được đo bằng nhiều thước đo khác nhau, bằng sự lặp lại đều đặn của các hiện tượng đời sống được ý thức: sự sống, cái chết, gặp gỡ, chia tay, mùa này, mùa khác,... tạo nên nhịp điệu trong tác phẩm. Như vậy, thời gian nghệ thuật gắn liền với tổ chức bên trong của hình tượng nghệ thuật.
Khi nào ngòi bút nghệ sĩ chạy theo diễn biến sự kiện thì thời gian trôi nhanh, khi nào dừng lại miêu tả chi tiết thì thời gian lại.
Thời gian nghệ thuật thể hiện sự tự cảm thấy của con người trong thế giới. Có thời gian nghệ thuật không tách rời với chuỗi biến cố cốt truyện như cổ tích, có thời gian nghệ thuật xây dựng trên dòng tâm trạng và ý thức như tiểu thuyết, có tác phẩm dừng lại chủ yếu trong quá khứ, khép kín trong tương lai, có thời gian nghệ thuật "trôi" trong các diễn biến sinh hoạt, có thời gian nghệ thuật gắn với các vận động của thời đại, lịch sử, lại có thời gian nghệ thuật có tính "vĩnh viễn", đứng ngoài thời gian như thần thoại.
Thời gian nghệ thuật phản ánh sự cảm thụ thời gian của con người trong từng thời kì lịch sử, từng giai đoạn phát triển, nó cũng thể hiện sự cảm thụ độc đáo của tác giả về phương thức tồn tại của con người trong thế giới. Trong thế giới nghệ thuật, thời gian nghệ thuật xuất hiện như một hệ quy chiếu có tính tiêu đề được giấu kín để miêu tả đời sống trong tác phẩm, cho thấy đặc điểm tư duy của tác giả. Gắn với phương thức, phương tiện thể hiện, mỗi thể loại văn học có kiểu thời gian nghệ thuật riêng.
Phạm trù thời gian nghệ thuật cung cấp một cơ sở để phân tích cấu trúc bên trong của hình tượng văn học, cũng như nghiên cứu loại hình các hiện tượng nghệ thuật trong lịch sử.